# Trossulum
Trossulum va ser un poble d'Etrúria, que, segons una història que circulava entre els romans, la va conquerir un únic cos de cavalleria, sense suport de la infanteria, una gesta tan singular, que els cavallers romans van ser anomenats durant algun temps Trossuli segons diu Plini el Vell. No se'n coneix cap altra menció i probablement era un petit lloc que havia desaparegut en temps dels geògrafs, però Plini el Vell diu que estava situat a 12 km de Volsinii, en direcció a Roma. El nom encara es conservava a un lloc anomenat Trosso o Vado di Trosso, a uns 4 km de Montefiascone, fins al segle xvii, però ara se n'ha perdut tot rastre.